# Toshiko Sato
Toshiko « Tosh » Sato est un personnage de la série télévisée britannique Doctor Who et de son spin-off Torchwood, produites par la BBC. Elle est interprétée par Naoko Mori et apparait pour la première fois dans l'épisode L'Humanité en péril. À Torchwood, Toshiko est l'expert technique du Torchwood de Cardiff, décrite comme « discrète mais intelligente » et comme « un génie de l'informatique ».

## Histoire

### Saison 1 (Torchwood)
Toshiko Sato apparaît d'abord dans la série Doctor Who, dans l'épisode L'Humanité en péril, sous le nom de « Docteur Sato », où elle est chargée d'examiner le cadavre d'un supposé alien à l'hôpital Albion. Bien qu'on ne mentionne pas dans cet épisode qu'elle travaille pour Torchwood trois, on l'indique plus tard dans un des épisodes du spin-off, La faille. Toshiko réapparait donc dans le premier épisode de Torchwood, Tout Change (2006). Dans Cadeaux grecs, Toshiko est draguée par une femme appelée Mary qui lui remet un collier télépathique. Elle a un béguin pour elle même si elle n'est pas lesbienne. Le collier lui permet de lire dans les pensées des autres (sauf celles de Jack). Ce qu'elle découvre l'afflige profondément : ses collègues, en particulier Gwen Cooper et Owen Harper (pour qui elle a un faible), ne nourrissent pas toujours des pensées positives à son égard. Dans Capitaine Jack Harkness, elle et Jack sont envoyés en 1941 par Bilis Manger. En tant que Japonaise, Tosh s'attire quelques remarques (pendant la Seconde Guerre mondiale, le Japon était allié à l'Allemagne nazie) mais endosse le rôle d'espionne pour le compte du Royaume-Uni. Ianto et Owen parviennent à les ramener à leur époque en utilisant les équations que Tosh a écrit avec son propre sang et en utilisant la faille temporelle de Cardiff. Dans le final de la saison 1, elle a une vision de sa mère cherchant à la convaincre de se révolter contre Jack et d'ouvrir complètement la faille.

### Saison 2 (Torchwood)
Dans le troisième épisode de la seconde saison de Torchwood, Le Soldat Thomas, elle sort avec un jeune soldat de la British Army de 1918 qui est congelé depuis des années à Torchwood et réveillé pendant un jour chaque année, le temps de vérifier qu'il se porte bien. C'est elle qui réussit à le convaincre, malgré sa peur, d'effectuer sa mission et de retourner à son époque pour éviter une déchirure dans le temps. Dans Reset, Owen accepte un rendez-vous avec la jeune femme mais est tué d'une balle dans le cœur à la fin de l'épisode. Quand Owen est ressuscité par Jack Harkness grâce au gant de résurrection, Tosh avoue qu'elle l'a toujours aimé. Mais alors que la résurrection est censée être temporaire (deux minutes au maximum), Owen reste « en vie » (mais contrairement à Jack, il ne cicatrise plus et n'a plus besoin ni de boire ni de manger, ce qui s'apparente à un état de mort-vivant). Grâce à Fragments, on découvre comment Tosh est entrée à Torchwood : Jack l'a sauvée du centre de détention d'UNIT où elle était retenue pour avoir construit (contre son gré) un modulateur sonique pour une organisation terroriste. Dans le final de la deuxième saison, La faille, Toshiko est tuée par le jeune frère de Jack, Grey. Elle décède quelques instants après Owen, n'ayant pas été en mesure de sauver ce dernier, emprisonné dans une des salles d'une centrale nucléaire (fermeture automatique des portes). Owen regrette les occasions manquées de leur relation. En lançant le processus de fermeture de la session informatique de Tosh, Ianto active un message pré-enregistré dans lequel elle remercie Jack et ses collègues.

## Développement du personnage

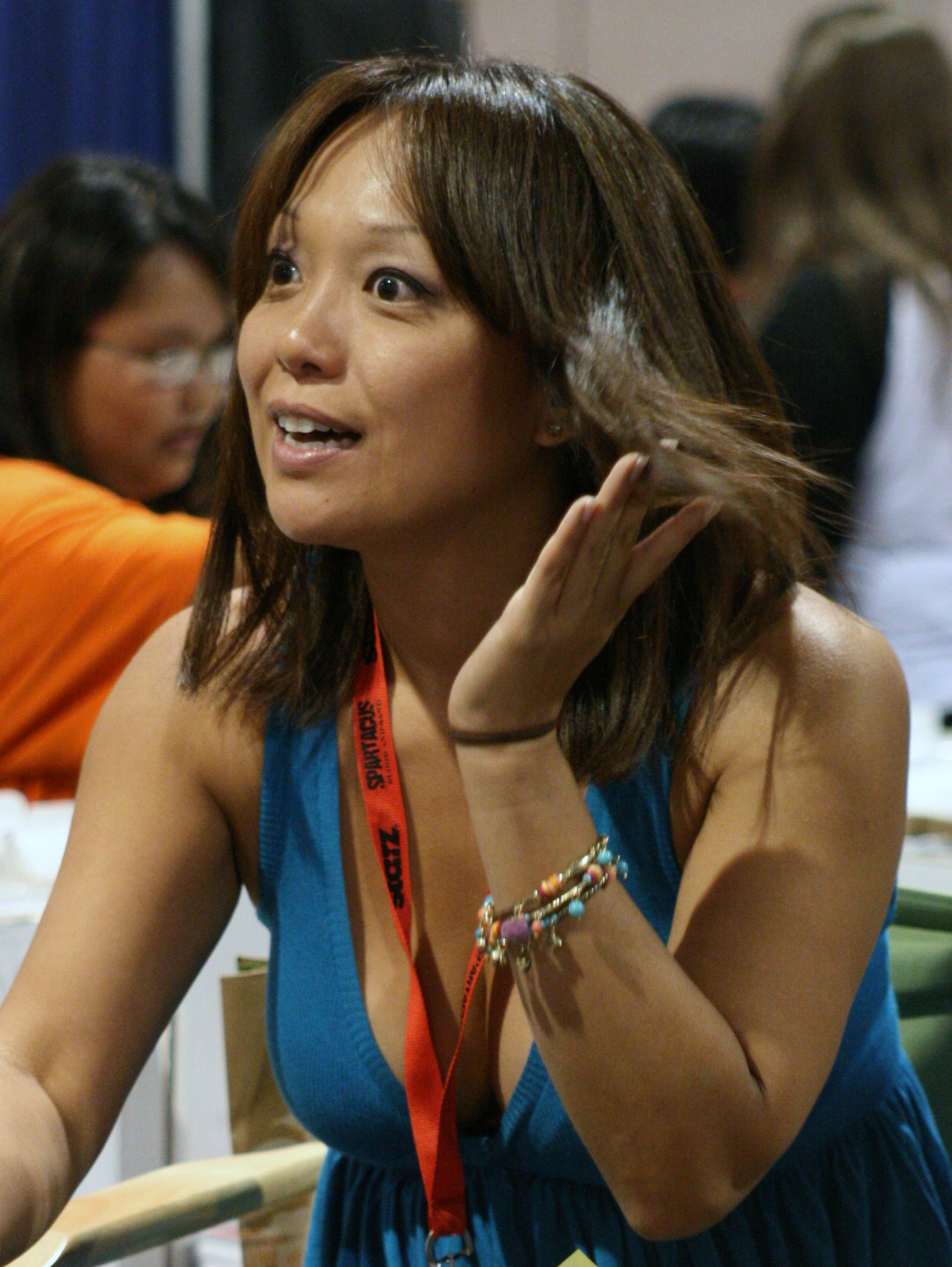
Naoko Mori en 2009.

On révèle dans Cadeaux grecs que les parents de Toshiko travaillaient pour la Royal Air Force et son grand-père à Bletchley Park. Sato a rejoint un groupe de réflexion scientifique gouvernemental après ses études à l'université, puis est recrutée par l'institut de Torchwood et travaille avec Jack Harkness depuis déjà trois ans lorsque la série commence. L'épisode Fragments dévoile la façon dont Tosh a rejoint l'équipe : un groupe terroriste prend sa mère en otage et l'oblige à voler les plans d'un modulateur sonique contre la liberté de cette dernière. Capturée par UNIT, elle est emprisonnée pour une durée indéterminée et privée de tous ses droits (pas de visites, pas d'avocat etc.) Jack lui donne une chance d'échapper à la captivité en travaillant pour Torchwood Trois pour une durée minimale de cinq ans.
Comme la plupart des membres de son équipe, elle a une vie sentimentale compliquée. Malgré une aventure bisexuelle et son histoire avec le soldat Thomas et Adam (Adam), tout au long des deux premières saisons de la série, Toshiko entretient une relation particulière avec Owen Harper. Naoko Mori a indiqué dans une interview que Sato avait le béguin pour lui, indiquant également que Tosh entretient plutôt de bonnes relations avec l'équipe et en particulier avec Jack Harkness, à qui elle n'a pas peur de faire part de ses opinions.
Elle est très sérieuse et appliquée dans son travail.